# Władysław Gruberski

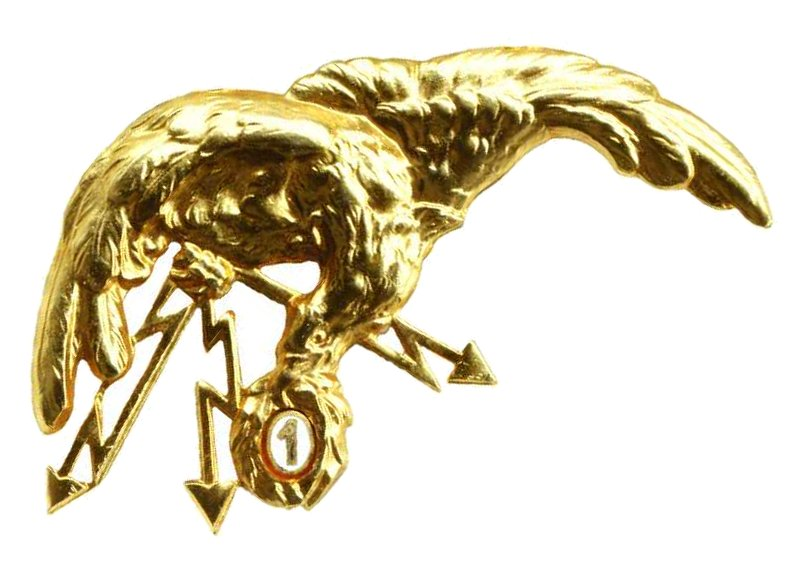
Odznaka nawigatora 1 Klasy autorstwa Władysława Gruberskiego, tzw. Gapa

Władysław Gruberski (ur. 27 marca 1873 w Płocku, zm. 4 listopada 1933 w Warszawie) – polski rzeźbiarz i medalier.
Urodził się w rodzinie Wiktora Gruberskiego, organisty w płockiej katedrze i jego żony Wiktorii ze Szwekowskich. W 1886 został przez rodziców wysłany do Warszawy, aby w pracowni kamieniarskiej na Powązkach rozpoczął naukę rzeźbiarstwa, równocześnie uczęszczał na lekcje prowadzone przez Jana Kryńskiego i Sławomira Celińskiego. W 1893 wyjechał do Krakowa, gdzie studiował na Akademii Sztuk Pięknych. Po powrocie do Warszawy intensywnie pracując zebrał środki finansowe, które pozwoliły mu wyjechać do Wiednia, skąd przeniósł się do Monachium, a następnie do Rzymu. Stamtąd wyjechał do Paryża, gdzie kontynuował naukę pod kierunkiem Auguste Rodina. W stolicy Francji mieszkał przez prawie osiemnaście lat, przez cały ten czas utrzymywał silne więzi z ojczyzną. Po powrocie został wykładowcą w Szkole Sztuk Pięknych w Warszawie, stworzył czterdzieści dziewięć plakiet przedstawiających członków Organizacji Bojowej PPS. Był również autorem płaskorzeźb marszałka Józefa Piłsudskiego i prezydenta Ignacego Mościckiego oraz licznych rzeźb. Stworzył również odznakę lotniczą nawigatora, oraz liczne wizerunki znanych postaci. 
We wrześniu 1912 r. Gruberski ożenił się z aktorką Wiktorią Gruberską w kościele św. Aleksandra w Warszawie i 13 września 1915 urodziła się im córka Danuta
4 Listopada 1933 roku zmarł nagle na atak serca i spoczywa na Cmentarzu Wojskowym na Powązkach, kwatera B19, rząd 1, miejsce 24.

## Dorobek rzeźbiarski
Tworzył małe formy rzeźbiarskie, plakiety w gipsie i brązie patynowanym. Wykonywał też rzeźby i plakiety nagrobne, m.in. na warszawskich Powązkach. Zaprojektował ołtarz główny w kościele św. Wawrzyńca w Solcy Wielkiej, duży rozgłos przyniosła mu rzeźba „Śmierć”, która znajduje się na grobie Cecylii Halikowej w Sitańcu. 